# Pancrazio Athlima
Il Pancrazio Athlima o Amateur Pankration è un moderno sport da combattimento ispirato al pancrazio storico.
Fra lo sport moderno e la disciplina antica non esistono collegamenti diretti. La versione moderna consiste in una forma amatoriale e meno cruenta delle Arti Marziali Miste con enfasi sulla sicurezza e la sportività, riconosciuta fra gli stili di lotta internazionale della Federazione Internazionale delle Lotte AssociateFédération Internationale des Luttes Associées.
I campionati sono suddivisi in varie specialità: tecnico-dimostrativo, a sua volta suddiviso in palaismata e polydamas; tattico-agonistico, o pancrazio combattimento totale; pancrazio per bambini, o paidon; e difesa personale, detta amyna Archiviato il 7 aprile 2011 in Internet Archive..
Le regole permettono una certa varietà di pugni, calci, gomitate, ginocchiate, proiezioni, prese, controlli e sottomissioni.

## Risorse
Federazione sportiva internazionale
International Federation of Pankration Athlima
Settore della FILA
Fédération Internationale des Luttes Associées
Federazione australiana
The Australian Pankration and Grappling Committee
The Australian Federation of Pankration athlima
Federazione italiana
Federazione Italiana Pancrazio Athlima Archiviato il 22 giugno 2012 in Internet Archive.
```
http://www.pancrazio.org/
```

Federazione statunitense
The USA Federation of Pankration Athlima (USAFPA)
Organizzazione affiliata USAW e USAFPA per la diffusione di pankration, grappling ed MMA negli Stati Uniti
United States Fight League